# Lê Nguyên Vỹ
Lê Nguyên Vỹ (1933 – 1975), nguyên là một tướng lĩnh Bộ binh của Quân lực Việt Nam Cộng hòa, cấp bậc Chuẩn tướng. Ông xuất thân từ một trường Võ bị Địa phương do Chính phủ Quốc gia mở ra ở Trung phần. Ra trường được điều về đơn vị Bộ binh, sau chuyển qua phục vụ đơn vị Nhảy dù một thời gian ngắn. Sau đó lại trở về Bộ binh tuần tự giữ nhiều chức vụ cho đến năm 1973, ông được bổ nhiệm chức vụ Tư lệnh Sư đoàn 5 Bộ binh (cũng là Chỉ huy cuối cùng của đơn vị này). Ông là 1 trong 5 tướng lĩnh đã tự sát trong sự kiện 30 tháng 4 năm 1975.

## Tiểu sử & Binh nghiệp
Ông sinh ngày 22 tháng 8 năm 1933 tại Sơn Tây, miền Bắc Việt Nam trong một gia đình có truyền thống hiếu học. Thuở nhỏ ông học Tiểu học tại Sơn Tây. Lên Trung học, ông được gia đình cho ra Hà Nội. Năm 1950, ông tốt nghiệp Trung học chương trình Pháp tại Hà Nội với văn bằng Tú tài bán phần (Part I).

### Quân đội Quốc gia Việt Nam
Đầu năm 1951, ông tình nguyện nhập ngũ vào Quân đội Quốc gia, mang số quân: 52/204.567. Theo học khóa 2 Lê Lợi tại trường Võ bị Địa phương Trung Việt ở Huế, khai giảng ngày 1 tháng 2 năm 1951. Ngày 1 tháng 10 cùng năm mãn khóa tốt nghiệp với cấp bậc Chuẩn úy hiện dịch. Ra trường, ông được chuyển về phục vụ trong Tiểu đoàn 19 Việt Nam thuộc Quân đội Quốc gia là thành phần trong Quân đội Liên hiệp Pháp với chức vụ Trung đội trưởng do Đại úy Đỗ Cao Trí làm Tiểu đoàn trưởng. Tháng 4 năm 1952, ông được thăng cấp Thiếu úy tại nhiệm. Đầu năm 1953, ông được cử theo học khóa 1 Biệt kích tại Trung tâm Huấn luyện Biệt động đội tại Vạt Cháy (Bãi Cháy), Hòn Gai, Quảng Yên. Mãn khóa trở về đơn vị gốc (Tiểu đoàn 19) ông được thăng cấp Trung úy và được cử giữ chức vụ Đại đội trưởng. Ngày 1 tháng 3 năm 1954, Tiểu đoàn 19 Việt Nam giải tán dùng làm nòng cốt để thành lập Tiểu đoàn 6 Nhảy dù. Cùng năm, ông được tuyển chọn đi du học khóa huấn luyện viên Nhảy dù tại Pau, Pháp.

### Quân đội Việt Nam Cộng hòa
Năm 1955, sau khi từ Quân đội Quốc gia chuyển sang phục vụ Quân đội Việt Nam Cộng hòa, ông bị thương trong chiến trận đẩy lui lực lượng Bình Xuyên ra khỏi trường trung học Petrus Ký, Sài Gòn. Tháng 6 năm 1956, ông được thăng cấp Đại úy và được theo học lớp Bộ binh cao cấp. Đầu năm 1957, ông được bổ nhiệm làm Quận trưởng Quận Bến Cát, tỉnh Bình Dương.
Đầu năm 1961, ông được thăng cấp Thiếu tá nhiệm chức. Sau đó trở lại đơn vị Bộ binh, ông được giữ chức vụ Tiểu đoàn trưởng Tiểu đoàn 2 thuộc Trung đoàn 8, Sư đoàn 5 Bộ binh dưới quyền Tư lệnh Sư đoàn là Thiếu tướng Trần Ngọc Tám. Ngày Quân lực đầu tiên, tháng 6 năm 1965, theo quy chế ông được mang cấp Thiếu tá thực thụ và được đề bạt lên đảm nhiệm chức vụ Trung đoàn phó Trung đoàn 8. Tư lệnh Sư đoàn thời điểm này là Đại tá Trần Thanh Phong.
Trung tuần tháng 8 năm 1968, sau chiến trận Mậu thân đợt 2, ông được thăng cấp Trung tá lên giữ chức vụ Trung đoàn trưởng Trung đoàn 8 Bộ binh, dưới quyền điều động của Thiếu tướng Phạm Quốc Thuân tư lệnh Sư đoàn. Đến giữa năm 1970, ông được thăng cấp Đại tá tại nhiệm. Tháng 8 cùng năm ông được cử đi du học khóa Tham mưu cao cấp (khóa 1970 - 1971) thụ huấn 42 tuần tại Học viện Chỉ huy và Tham mưu Fort Leavenworth, Kansas, Hoa Kỳ
Ngày Quân lực 19 tháng 6 năm 1971, ông được cử giữ chức vụ Tư lệnh phó Sư đoàn 5 Bộ binh, phụ tá cho Tư lệnh Sư đoàn là Đại tá Lê Văn Hưng. Mặt trận Mùa hè đỏ lửa năm 1972, ông trực tiếp tham gia trong Chiến trường An Lộc tử thủ căn cứ chỉ huy. Sau khi chiến thắng, tháng 7 cùng năm ông được cử giữ chức vụ Chỉ huy trưởng Bộ Chỉ huy Chiến thuật Quân đoàn III (Thời điểm này Tư lệnh Quân đoàn III là Trung tướng Nguyễn Văn Minh). Sau đó được cử đi du hành thăm viếng Trung Hoa Quốc gia (Đài Loan).
Tháng 6 năm 1973, ông được chuyển về Quân khu 4 giữ chức Tư lệnh phó Sư đoàn 21 Bộ binh do Chuẩn tướng Lê Văn Hưng làm Tư lệnh. Tháng 8, ông bị tai nạn trực thăng trong lúc thị sát mặt trận tại vùng kinh rạch thuộc địa bàn hành quân của Sư đoàn (trực thăng đụng phải ngọn dừa rớt xuống nước), ông bị gẫy chân phải về Tổng viện Cộng hòa điều trị 2 tháng.. Ngày 7 tháng 11 cùng năm, ông được bổ nhiệm làm Tư lệnh Sư đoàn 5 Bộ binh thay thế Chuẩn tướng Trần Quốc Lịch về Quân khu 3 nhận chức Chánh thanh tra trong Bộ Tư lệnh Quân đoàn III. Ngày Quốc khánh 1 tháng 11 năm 1974, ông được thăng cấp Chuẩn tướng tại nhiệm.
- Sư đoàn 5 Bộ binh vào thời điểm tháng 4/1975, nhân sự ở Bộ tư lệnh Sư đoàn và các Chỉ huy Trung đoàn được phân bổ trách nhiệm như sau:

-Tư lệnh - Chuẩn tướng Lê Nguyên Vỹ
-Tư lệnh phó - Đại tá Trần Văn Thoàn
-Tham mưu trưởng - Đại tá Từ Vấn
-Chỉ huy Pháo binh - Trung tá Tống Mạnh Hùng
-Trung đoàn 7 - Đại tá Nguyễn Văn Vượng
-Trung đoàn 8 - Đại tá Nguyễn Bá Mạnh Hùng
-Trung đoàn 9 - Đại tá Trần Phương Quế

## Tuẫn tiết
Ngày 30 tháng 4 năm 1975, sau khi nghe nhật lệnh của Tổng thống Dương Văn Minh kêu gọi chiến sĩ Quân Lực Việt Nam Cộng hòa các cấp buông súng, ai ở đâu thì ở đó và chờ quân Mặt trận Dân tộc Giải phóng miền Nam Việt Nam đến bàn giao. Ông ra lệnh cho binh sĩ treo cờ trắng trước cổng căn cứ và cho thuộc cấp giải tán. Sau đó ông dùng khẩu Beretta 6.35 bắn vào đầu tự sát tại Bộ Tư lệnh ở Lai Khê. Khi Quân Giải phóng vào tiếp quản căn cứ Lai Khê thấy bên xác tướng Lê Nguyên Vỹ còn một tờ giấy viết tay của ông. Ông hưởng dương 42 tuổi.
Thi thể ông được an táng trong rừng cao su gần doanh trại Bộ Tư lệnh. Ngày 2 tháng 5 năm 1975 được thân nhân bốc lên đem về cải táng ở Hạnh Thông Tây, Gò Vấp.
Năm 1987, do giải tỏa Nghĩa trang Hạnh Thông Tây, hài cốt ông được mẹ cùng với người em trai là Lê Nguyên Quốc từ miền Bắc vào hợp cùng người anh họ là Trung tá Lê Nguyên Hoàng đến Nghĩa trang Hạnh Thông Tây bốc mộ và hỏa táng, đem tro cốt ông về thờ ở từ đường họ Lê Nguyên tại nguyên quán số nhà 151 phố Lê Lợi, phường Lê Lợi, thị xã Sơn Tây, tỉnh Hà Sơn Bình (nay thuộc thành phố Hà Nội). Sau đó, tái cải táng xây lăng mộ tại Nghĩa trang của gia tộc ở thị xã Sơn Tây.

## Huy chương
-Bảo quốc Huân chương đệ tam đẳng
-Anh dũng Bội tinh với nhành Dương liễu và một số huy chương quân sự, dân sự khác.

## Gia đình
- Thân phụ: Cụ Lê Nguyên Liên
- Thân mẫu: Cụ Lê Thị Huệ
- Các em: Lê Thị Diễn, Lê Thị Khánh và Lê Nguyên Quốc
- Phu nhân: Bà Phan Thị Kim Yến (Hiện nay bà và các con cháu định cư tại Hoa Kỳ)

Ông bà có 4 người con (3 trai, 1 gái):
Lê Nguyên Quang, Lê Nguyên Minh, Lê Nguyên Chính và Lê Thị Tường Vy